# Meeting International Mohammed VI d'Athlétisme de Rabat

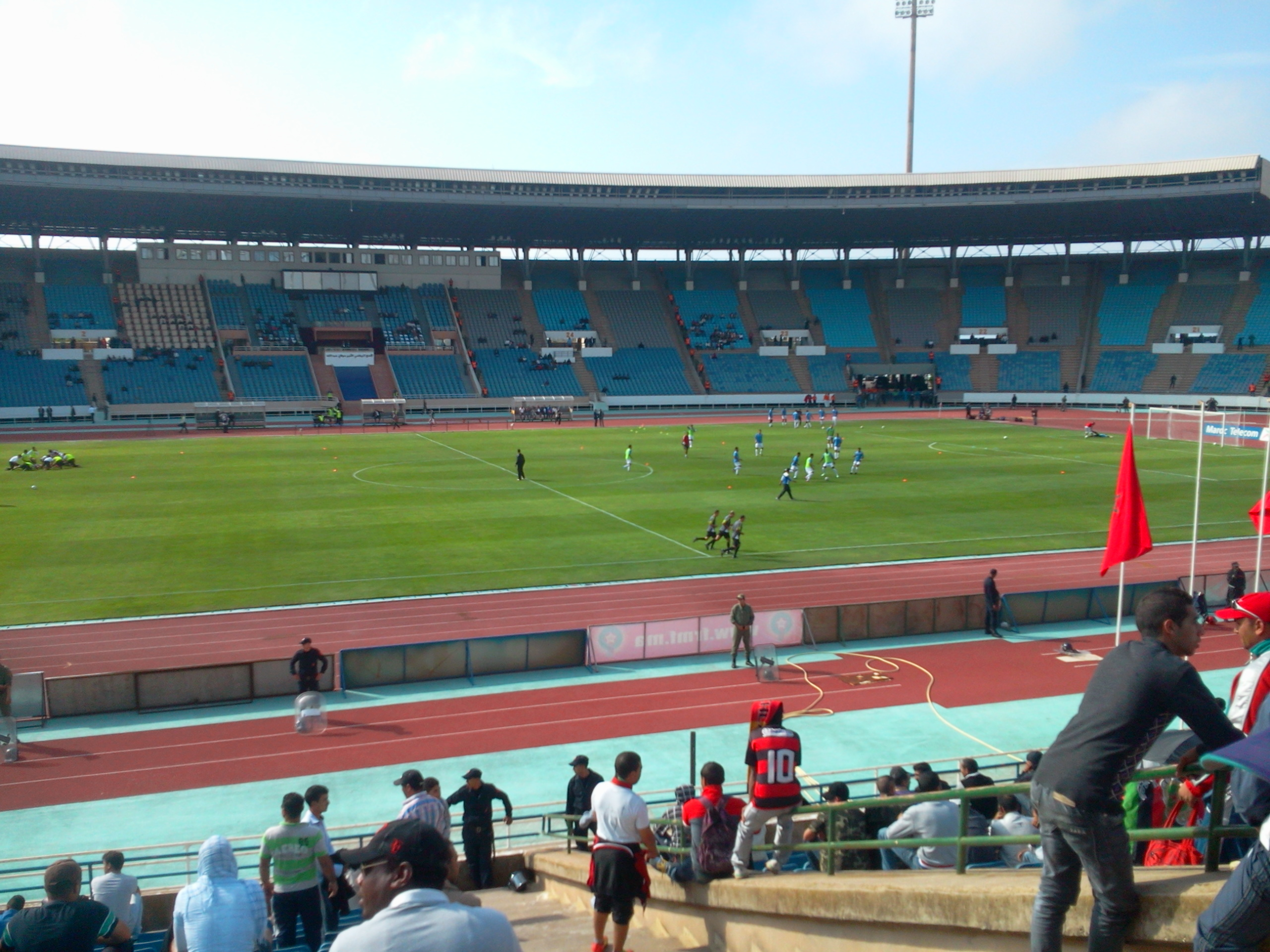
Estádio de Rabat

O Meeting International Mohammed VI d'Athlétisme de Rabat é um meeting de atletismo que se desenrola todos os anos em Rabat, Marrocos, desde 2008. Faz parte atualmente da Liga de Diamante e é sediado no Estádio Príncipe Moulay Abdellah, em regra acontece sempre em junho.